# 布拉什克里克 (密蘇里州)
布拉什克里克（英語：Brush Creek）是位於美國密蘇里州拉克利德縣的非建制地區。

## 歷史
布拉什克里克的郵局於1852年設立，1861年關閉後又於1863年重啟，最終於1975年停運。

## 地理
布拉什克里克所處的海拔為高於海平面395米（即1296英呎），而該地所採用的時區為UTC-6，即北美中部時區（CST）。同時該地設有夏令時間，為UTC-6調快一小時，即UTC-5（CDT）。